# Kaala-Gomen
Kaala-Gomen is een gemeente in Nieuw-Caledonië en telt 2.033 inwoners (2014). De oppervlakte bedraagt 718,2 km², de bevolkingsdichtheid is 2,8 inwoners per km².